# 시몬 북체비치
시몬 북체비치(세르보크로아트어: Simon Vukčević / Симон Вукчевић, 1986년 1월 29일 ~ )는 몬테네그로의 전 축구 선수로, 현역 시절 포지션은 미드필더였다.

## 축구인 경력

### 선수 경력
2003년 파르티잔에서 데뷔하였다. 2004-05 시즌부터 본격적으로 주전으로 활약하기 시작하였고 리그 26경기에 출전하여 10골을 기록하였다. 시즌 내내 각급 대표팀과 소속팀을 오가며 활약하며 당시 세르비아 몬테네그로에서 가장 주목 받는 선수로 꼽혔다. 2005년 사투른 모스크바 오블라스티로 이적하였다. 사투른에서의 첫 시즌인 2005 시즌 감독의 기용 방식을 두고 불화를 빚었고 팀은 11위의 실망스러운 성적을 거두었다.
결국 2006 시즌 중반 팀을 떠나 스포르팅 CP로 이적하였다. 첫 시즌 벤피카, 포르투 등 강호들과의 일전에서 득점포를 가동하는 등 좋은 활약을 펼치자 시즌 종료 후 볼턴, 블랙번 등 빅 리그의 클럽들의 영입 명단에 올라있다는 보도가 이어지기도 하였다. 하지만 2008-09 시즌 새 감독이 부임한 후 주전 경쟁에서 밀리기 시작하였다. 이에 불만을 품은 북체비치는 겨울 이적 시장에서 팀을 떠나겠다고 선언하였고 2008년 11월 21일엔 국가대표 소집을 이유로 팀 훈련에 무단 불참하였다. 하지만 이후 스포르팅 잔류를 선택하였고 2010-11 시즌 종료 시까지 활약하였다.
2011년 8월 26일 블랙번으로 이적하였다. 9월 17일 아스널과의 경기에서 데뷔전을 치렀고 12월 11일 선덜랜드와의 경기에서 데뷔골을 터뜨렸다. 하지만 주전 도약엔 실패하였고 데뷔 시즌 리그 7경기 출전에 그쳤다.

### 국가대표 경력
2004년 UEFA U-21 축구 선수권 대회에서 팀의 준우승에 기여한 후 아테네 올림픽에 참가하였고 일리야 페트코비치 감독에 의해 성인 대표팀에 처음 소집되기도 하였다. 슬로바키아와의 기린컵 경기에서 A매치 데뷔전을 치렀다. 2006년 세르비아와 몬테네그로가 갈라진 후 출생지인 포드고리차가 속해 있는 몬테네그로의 국가대표팀을 선택하였다.